# Kättilstad
För andra betydelser, se Kättilstad (olika betydelser).
Kättilstad är kyrkbyn i Kättilstads socken i Kinda kommun, Östergötlands län.
I byn ligger Kättilstads kyrka. Strax söder om kyrkbyn och kyrkan ligger sjön Striern.